# La guerrera
Salve Jorge (La guerrera, título en español) fue una telenovela brasileña producida y emitida por TV Globo desde el 22 de octubre de 2012 hasta el 17 de mayo de 2013 en el horario estelar de las 21hs.
Escrita por Glória Pérez, dirigida por Luciano Sabino, Alexandre Klemperer, Adriano Melo, João Paulo Jabur y João Boltshauser, con la dirección general de Marcos Schechtman y Fred Mayrink sobre núcleo de Marcos Schechtman.
Protagonizada por Nanda Costa, Giovanna Antonelli, Carolina Dieckmann y Rodrigo Lombardi, con las participaciones antagónicas de Claudia Raia, Totia Meireles, Adriano Garib, Murilo Rosa, Caco Ciocler, Paloma Bernardi y la primera actriz Vera Fischer. Cuenta con las actuaciones estelares de las actrices  Dira Paes, Flávia Alessandra y Alexandre Nero.
Es la cuarta "novela de las 21:00hs." exhibida por la cadena. La telenovela aborda temáticas tales como la fe en distintas culturas, la trata de personas y la fuerza militar. Las escenas fueron grabadas en Río de Janeiro, Estambul y Capadocia.

## Trama
Morena (Nanda Costa) es una chica muy fuerte y humilde, vive en un barrio muy pobre de Río de Janeiro. Criada en una favela, hija de Lucimar (Dira Paes) y madre de Júnior (Luiz Felipe Mello). Es ahí dónde conoce a Théo (Rodrigo Lombardi), oficial de caballería del ejército, devoto de San Jorge, como tantos brasileros. Él queda encantado con su espontánea sensualidad. Se enamoran, sin saber que el amor no siempre supera las dificultades.
Presionada por graves problemas financieros, Morena recibe una gran oportunidad de empleo por parte de Wanda (Totia Meireles), una traficante de personas y cómplice de Lívia (Cláudia Raia) para trabajar, por algunos meses, fuera del país. Lívia Marín es una mujer sofisticada, refinada e inteligente, de conducta aparentemente intachable. Se presenta como una agente de talentos artísticos, con contactos en el mundo de la moda y del arte. En función de esas actividades, acostumbra a pasar largas temporadas fuera de Brasil. Lo que nadie sospecha es que Lívia en realidad es jefa de una red internacional de tráfico de personas, crimen con que genera miles de millones de dólares al año.
Lívia es pieza clave en el negocio de esa nueva modalidad de crimen, se encarga de proveer las falsificaciones necesarias para agilizar el viaje de las víctimas, que son tentadas con promesas de nuevas oportunidades y ofertas de trabajo, muy bien pagadas en el exterior. Así como Morena, Jéssica (Carolina Dieckmann), Rosângela (Paloma Bernardi), Waleska (Laryssa Días) entre otras chicas acaban cayendo en la trampa preparada por Wanda. Las jóvenes viajan pensando que rápidamente ganarían dinero suficiente como cambiar sus vidas y ayudar a sus familias, pero acaban siendo presas y esclavizadas. Ellas permanecen en un pequeño alojamiento en Turquía, donde son obligadas a trabajar prostituyéndose. La cuadrilla responsable por el tráfico está formada por Wanda, Irina (Vera Fischer), la encargada de la contabilidad y Russo (Adriano Garib), el jefe de seguridad, y quien mantiene a las jóvenes bajo amenaza de perjudicar a sus familias en Brasil. En el camino de Lívia está la competente delegada de policía, Heloísa (Giovanna Antonelli) quien está encargada de investigar los crímenes de tráfico de personas. Por ironía, el exmarido de Helô es Stênio (Alexandre Nero), el abogado de Lívia.
Pese a su condición de rehén, Morena se niega a aceptar ese destino y decide luchar contra el crimen del que ha sido víctima, contando principalmente con la ayuda de Jéssica y su devoción a San Jorge. Además de estos obstáculos, Morena todavía enfrenta otra difícil misión: reconquistar la confianza y el amor de Théo, quien aún enamorado de ella, inicia una nueva relación para olvidarla.

## Reparto

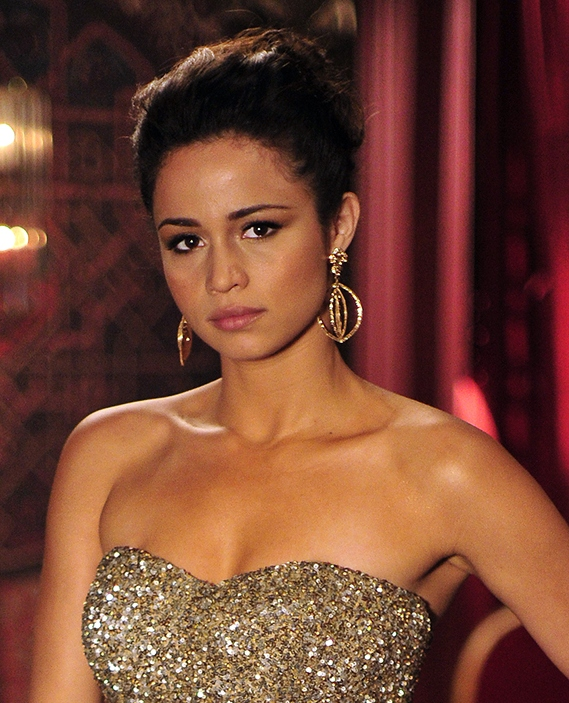
Nanda Costa fue la protagonista Morena

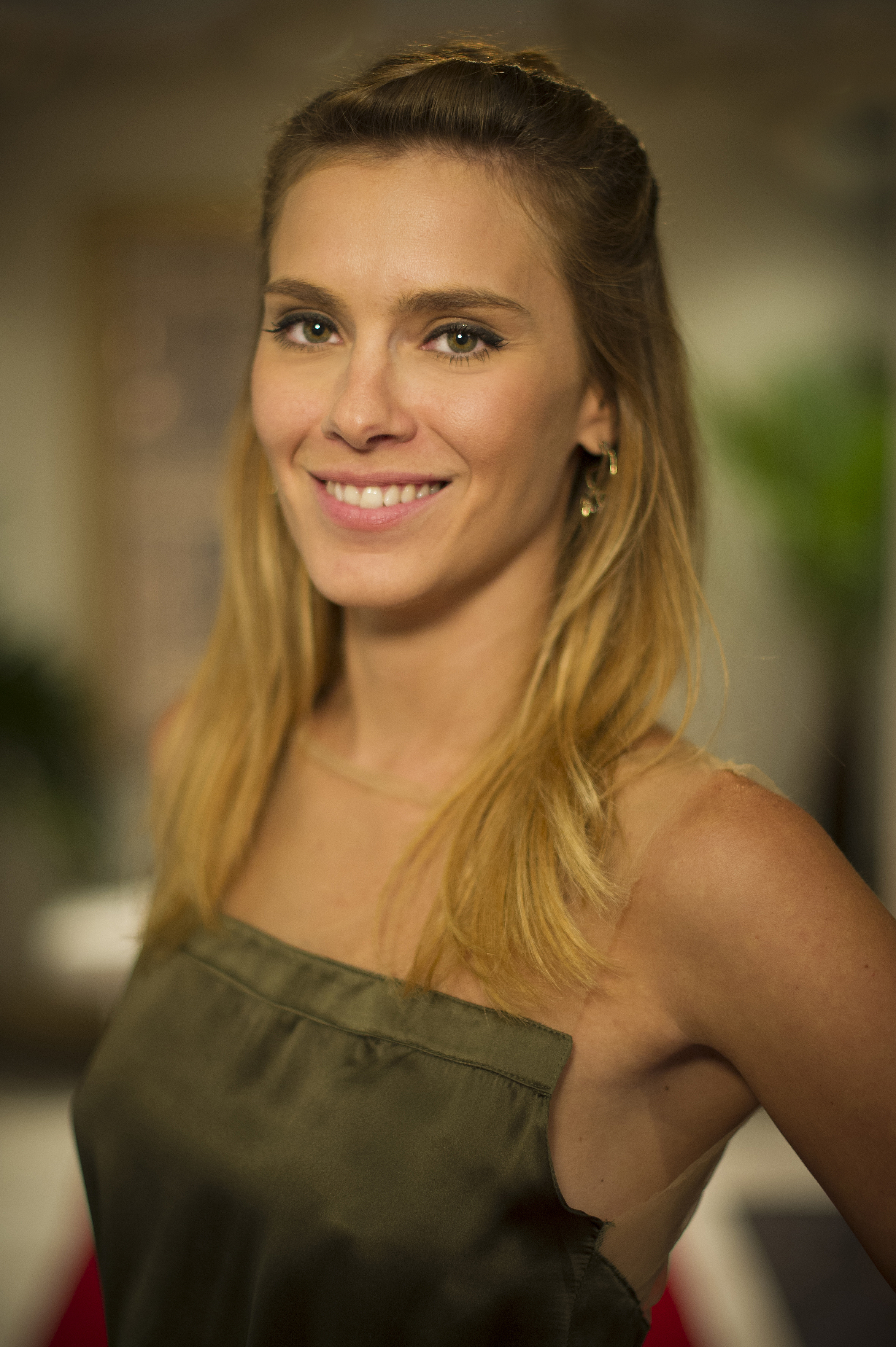
Carolina Dieckmann fue la protagonista Jéssica

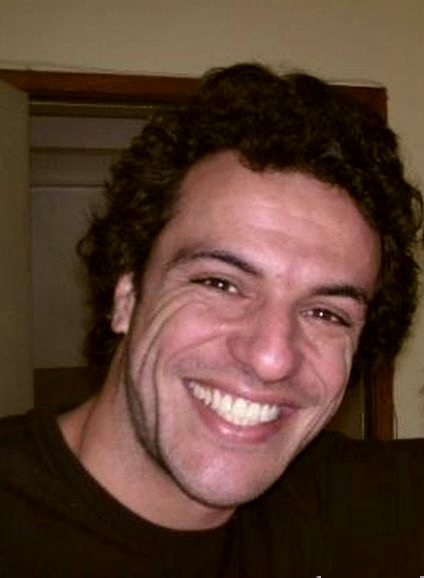
Rodrigo Lombardi fue el protagonista Théo

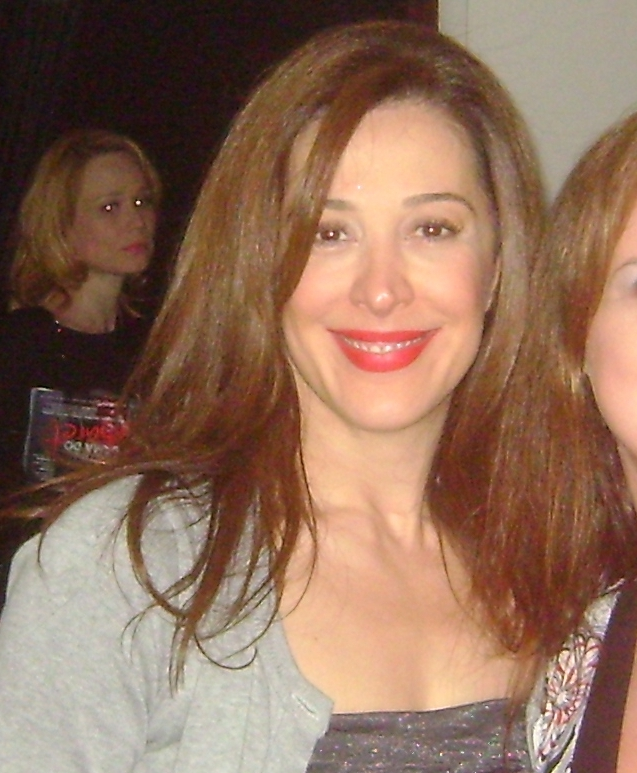
Cláudia Raia, fue la gran villana Lívia Marini

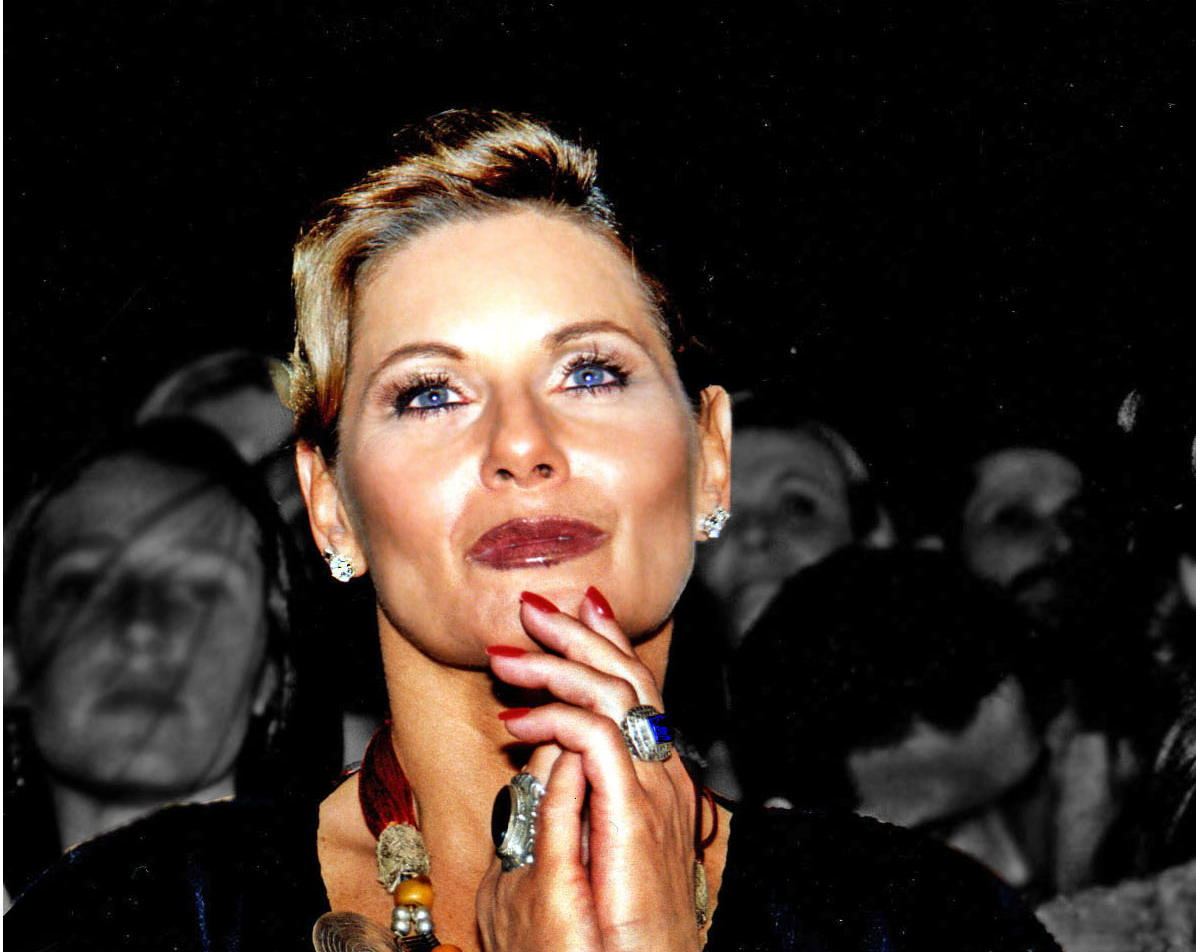
Vera Fisher fue la malvada Irinia

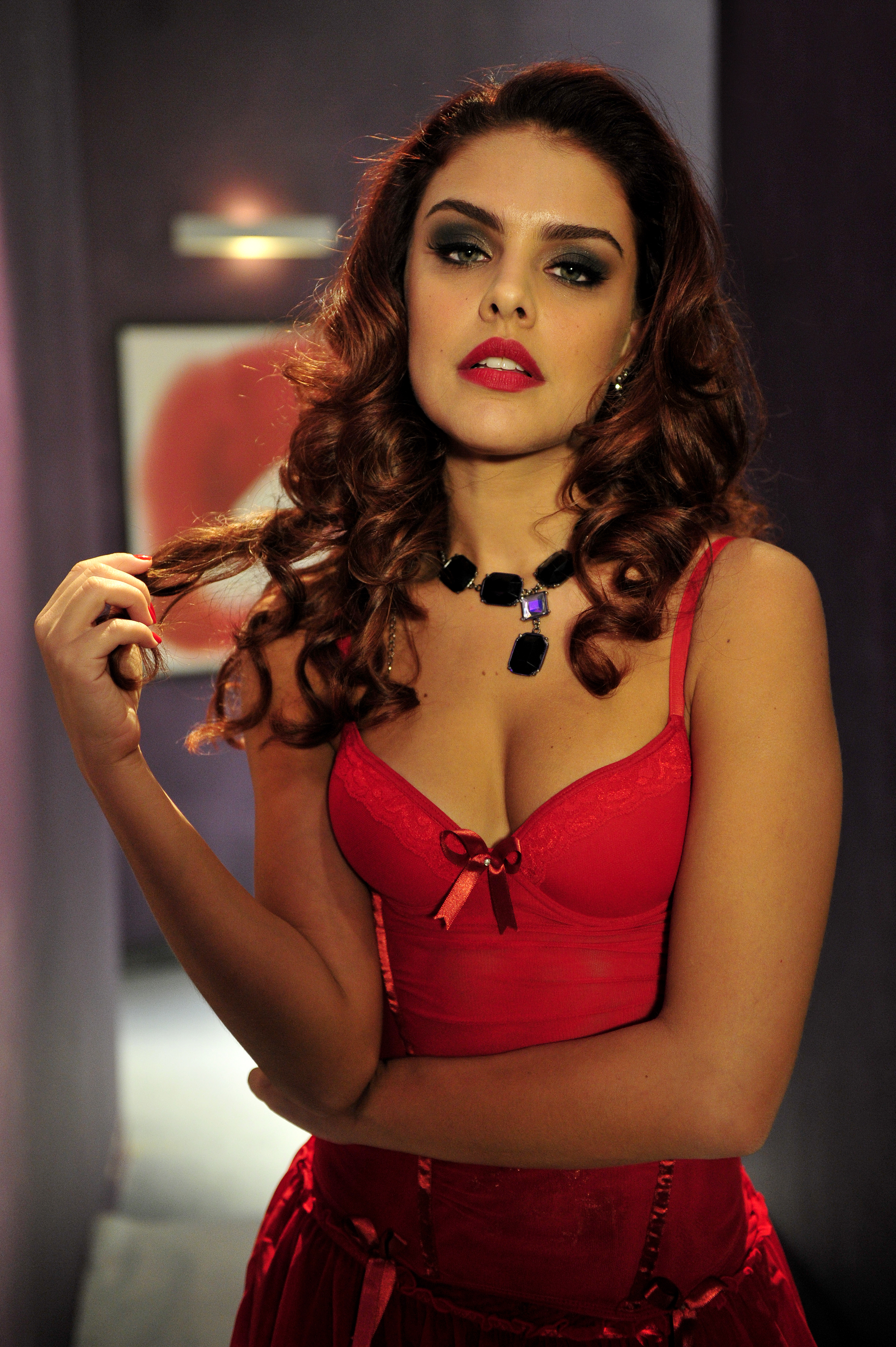
Paloma Bernardi fue la ambesciosa Rosângela

| Actor                  | Personaje                                                                                                |
| ---------------------- | --- |
| Nanda Costa            | Morena Ribeiro                                                                                           |
| Rodrigo Lombardi       | Théo Garcia                                                                                              |
| Giovanna Antonelli     | Heloísa Sampaio (delegada Helô)                                                                          |
| Alexandre Nero         | Stênio Alencar                                                                                           |
| Cláudia Raia           | Lívia Marine                                                                                             |
| Totia Meireles         | Wanda Rodrigues (Dejaneira Araújo/Marta/Ivanna de Sousa/Jussara Guerra/Adalgisa Araújo Marques/Mercedes) |
| Carolina Dieckmann     | Jessica Lima da Costa                                                                                    |
| Dira Paes              | Lucimar Ribeiro                                                                                          |
| Adriano Garib          | Alejandro Martins (Russo)                                                                                |
| Paloma Bernardi        | Rosângela                                                                                                |
| Flávia Alessandra      | Érica Castro                                                                                             |
| Murilo Rosa            | Élcio Azevedo                                                                                            |
| Laryssa Dias           | Waleska                                                                                                  |
| Vera Fischer           | Irina |
| Zezé Polessa           | Berna Ayata                                                                                              |
| Antônio Calloni        | Mustafá Ayata                                                                                            |
| Dani Moreno Trassi     | Aisha Ayata                                                                                              |
| Thammy Miranda         | Joyce Guimarães (JÔ/Lohanna/Silmara de Sousa)                                                            |
| Domingos Montagner     | Zyah |
| Tania Khalill          | Ayla |
| Cléo Pires             | Bianca Faber                                                                                             |
| Letícia Spiller        | Antônia Alcântara                                                                                        |
| Stênio Garcia          | Arturo Vieira                                                                                            |
| Nicette Bruno          | Leonor Flores Galvão                                                                                     |
| Jandira Martini        | Abuela Farid                                                                                             |
| Nívea Maria            | Isaurinha Vieira                                                                                         |
| Suzana Faini           | Áurea Garcia                                                                                             |
| Walderez de Barros     | Cyla |
| Eva Todor              | Dália |
| Dalton Vigh            | Carlos Flores Galvão                                                                                     |
| Natália do Vale        | Aída Flores Galvão                                                                                       |
| Ana Beatriz Nogueira   | Rachel Flores Galvão                                                                                     |
| Caco Ciocler           | Celso Vieira                                                                                             |
| Mariana Rios           | Drika Alencar                                                                                            |
| Cristiana Oliveira     | Yolanda Gomes                                                                                            |
| Betty Gofman           | Sarila                                                                                                   |
| André Gonçalves        | Miro |
| Otaviano Costa         | Haroldo                                                                                                  |
| Paula Pereira          | Nilcéia Ribeiro                                                                                          |
| Solange Badim          | Delzuíte de Sousa                                                                                        |
| Roberta Rodrigues      | Maria Vanúbia                                                                                            |
| Nando Cunha            | Pescoço                                                                                                  |
| Neusa Borges           | Diva |
| Walter Breda           | Clóvis                                                                                                   |
| Elizângela             | Esma |
| Ernani Moraes          | Kemal |
| Cissa Guimarães        | Maitê Bittencourt                                                                                        |
| Lizandra Souto         | Amanda Flores Galvão                                                                                     |
| Oscar Magrini          | Coronel Geraldo Nunes                                                                                    |
| Rosi Campos            | Cacilda                                                                                                  |
| Odilon Wagner          | Thompson                                                                                                 |
| Marcello Airoldi       | Humberto Barros                                                                                          |
| Sidney Sampaio         | Ciro Bastos                                                                                              |
| Fernanda Paes Leme     | Teniente Márcia                                                                                          |
| Cris Vianna            | Julinha                                                                                                  |
| Lucy Ramos             | Sheila Laurindo                                                                                          |
| Isaac Bardavid         | Tartan                                                                                                   |
| Clarisse Derzié Luz    | Fatma |
| Jonas Mello            | Silveirinha                                                                                              |
| Flávia Guedes          | Salete                                                                                                   |
| Monique Curi           | Lena |
| Duda Nagle             | Caíque Flores Galvão                                                                                     |
| Leonardo Carvalho      | Drago |
| Júlia Mendes           | Zoe Kelebek                                                                                              |
| Brendha Haddad         | Neuma |
| Ivan Mendes            | Pepeu |
| Antônia Frering        | Deborah                                                                                                  |
| Sacha Bali             | Beto |
| Bruna Marquezine       | Lurdinha de Sousa                                                                                        |
| Mussunzinho            | Sídney                                                                                                   |
| Duda Ribeiro           | Adam |
| Karina Ferrari         | Samantha de Sousa                                                                                        |
| Anderson Müller        | Murat |
| Francisco Carvalho     | Galdino                                                                                                  |
| Narjara Turetta        | Buquê |
| Luci Pereira           | Creusa                                                                                                   |
| Luiz Felipe Mello      | Júnior                                                                                                   |
| Frederico Volkmann     | Ekran |
| Mila Freitas           | Carol Flores Galvão                                                                                      |
| Kíria Malheiros        | Raíssa Alcântara                                                                                         |
| Yago Machado           | Hassan                                                                                                   |
| Tiago Abravanel        | Demir |
| Yanna Lavigne          | Tamar |
| Aimée Madureira        | Rayanne                                                                                                  |
| Alexandre Barros       | Ricardo Motta                                                                                            |
| Jayme Periard          | Garcez                                                                                                   |
| José D'Artagnan Júnior | Aziz |
| Junno Andrade          | Santiago                                                                                                 |
| Murilo Grossi          | Almir |
| Rita Elmôr             | Riva |
| Maria Clara Spinelli   | Anita |

## Banda sonora

### Nacional
- "Esse Cara Sou Eu" ("Ese Hombre soy yo")- Roberto Carlos (Tema Théo
- "Dança Sensual" - Koringa (Tema Vanúbia)
- "Alma de Guerreiro" - Seu Jorge (Tema de la apertura)
- "Me Deixas Louca (Me Vuelves Loco)" - Maria Rita (Tema Bianca y Zyah)
- "Tristeza" - Diogo Nogueira (Tema general)
- "Sorte e Azar" - Barão Vermelho (Tema Antonia y Carlos)
- "Fazendo Coisa Boa" - Tchê Garotos (Tema Miro)
- "Mais um na multidão" - Erasmo Carlos y Marisa Monte (Tema Érica y Théo)
- "Amor Surreal" - Alcione (Tema Delzuíte)
- "Furdúncio" - Roberto Carlos (Tema Lurdinha y Caíque)
- "Gatinha Assanhada" - Gusttavo Lima (Tema Lurdinha)
- "Bara Bara" - Cristiano Araújo (Tema Pescoço)
- "Dança do Bole Bole" - Péricles (Tema Diva, Delzuíte, Lucimar, Lurdinha, Sheila, Vanúbia y Rayanna)
- "Ousadia & Alegria" - Thiaguinho (Tema Helô y Stenio)
- "Celebrar" - Jammil (Tema Helô)
- "De Cara pro Gol" - Jeito Moleque (Tema Lucimar)
- "Toda Gostoza" - MC Leãozinho (Tema Vanúbia, Lurdinha, Samantha y Rayanne)
- "Ela Tá Beba Doida" - Gaby Amarantos (Tema Vanúbia)

### Internacional
- "I'll Never Love This Way Again" - Jesuton (Tema Morena y Théo)
- "93 Million Miles" - Jason Mraz (Tema Ayla y Zyah)
- "Hurts like heaven" - Coldplay
- "Red" - Taylor Swift (Tema Rosângela)
- "Tres palabras" - Luis Miguel
- "The very thought of you" - Tony Bennett y Ana Carolina
- "All of you" - Colbie Caillat
- "What could have been love" - Aerosmith
- "Ride" - Lana Del Rey (Tema Aisha)
- "It was almost like a song" - Dionne Warwick
- "Lights" - Ellie Goulding
- "Finally found you" - Enrique Iglesias ft. Sammy Adams
- "Sleep" - Allen Stone  (Tema Bianca)
- "Golden People" - Mister Jam y Jacq & King Tef (Tema Waleska)
- "Girl on Fire" - Alicia Keys (Tema Bianca e Zyah)
- "Shattered dreams" - Cyndi Lauper
- "My Favorite Girl" - P9 (Tema Lívia)
- "As long as you love me" - Ordinarius
- "I'm in the mood for love" - Rod Stewart
- "Não me compares"-Alejandro Sanz & Ivete Sangalo (Tema Helo y Stenio)

## Producción
Gloria Pérez se inspiró en casos reales de mujeres víctimas de la trata de personas al componer los personajes de Morena (Nanda Costa) y Jessica (Carolina Dieckmann). Ana Lucia Furtado y Kelly Fernanda Martins han sido objeto de trata de personas, así como Jessica, Fernanda Martins Kelly fue asesinada por la cuadrilla y Ana Lucia Furtado fue rescatada.
La actriz Ana Beatriz Nogueira, interpretando a Rachel, tuvo que abandonar el papel, dos meses antes de su finalización para grabar Saramandaia. Como justificación, su personaje fue asesinado por Livia Marini (Claudia Raia) después de descubrir el secreto de la jefa de la mafia. Antes de la toma de salida de la actriz, el personaje podría ser salvado al último segundo. Élcio (Murilo Rosa) llegó a la hora exacta y evitó que Livia (Claudia Raia) asesinara a su novia. La escena tuvo que ser reescrita.
Algunos actores, viajaron a Turquía para grabar las primeras escenas, teniendo como protagonistas: Nanda Costa, Cláudia Raia y Rodrigo Lombardi, además de Cléo Pires, Domingos Montagner, Tiago Abravanel, Mariana Rios, Ivan Mendes, Alexandre Nero, Betty Gofman, Antonio Calloni, Zezé Polessa, entre otros.
Algunos actores han cambiado su aspecto a la trama. Es el caso de Totia Meirelles, Nanda Costa, Cristiana Oliveira, Letícia Spiller, Ivan Mendes, André Gonçalves, Roberta Rodrigues, Narjara Turetta, Bruna Marquezine, Dira Paes, Zeze Polessa, Fernanda Paes Leme, Paloma Bernardi, Giovanna Antonelli, Lucy Ramos, Flávia Alessandra y otros.
En el papel protagonista según la autora; Juliana Paes y Giovanna Antonelli, pero Juliana se unió a la nueva versión de Gabriela y Giovanna terminó con el papel de la delegada Heloisa. Pero el papel se quedó con Nanda Costa, La escritora hizo la publicidad reformulada para ajustarse al perfil de Nanda.
Inicialmente, el personaje Carolina Dieckmann haría simplemente un cameo de 30 capítulos, pero su personaje llegó a gustarle al público y solo queda en la trama hasta el capítulo 79, el día 22 de enero de 2013. Jessica descubrió que Livia es la jefa de la red de trata de personas y luego fue asesinada por la misma Livia con una inyección letal que llevaba en el bolso.
Globo optó por cortar la escena de la violación de Jessica (Carolina Dieckmann), para la escena queda más que clara.

## Recepción

### Crítica
En noviembre de 2012, en una entrevista a la revista Veja, la dramaturga Renata Pallottini, profesora emérita de la dramaturgia en la Escuela de Comunicaciones y Artes (ECA) de la USP, calificó la novela como "fatigante", "aburrida" y "repetitiva" haciendo alusión a otras novelas firmadas por Glória Pérez como O Clone (El Clon) y Caminho das Índias (Caminho das Índias), en las que siempre se retratan culturas de países extranjeros ligadas en relación con alguna situación controvertida reciente, en este caso, el tráfico de mujeres. La misma revista también publicó una infografía llamada Suba "su" novela de Glória Pérez, que permite a los usuarios cargar al sitio web una novela con los siguientes aspectos: un país extranjero, una frase característica del país y el merchandising social de la época, temas recurrentes en las novelas de la autora.
Los medios de comunicación y el público fueron muy críticos con la protagonista de la novela, Nanda Costa, lo que dividió a la opinión diciendo: "fue muy bueno tener a una actriz con un rostro nuevo como protagonista, pero luego por otro lado existía la carga de tener un rostro más familiar para llamar la atención de los medios y el público". Muchos actores de la novela como Alexander Nero, Cristiana Oliveira, Murilo Rosa e incluso la propia protagonista de la trama Nanda Costa, entre otros, defendieron la novela y a la autora. Cansada de las críticas que la novela y ella estaban recibiendo Glória Pérez rechazó las críticas diciendo que "era una locura comparar el Barrio do Divino con Complejo de Alemão".
Incluso celebridades han criticado la novela como el cantante Luciano y la actriz brasileña Fernanda Souza. Luciano criticó el hecho de que la novela tiene cerca de 100 personajes, también criticó el tema principal sobre la trata de personas afirmando que estaba cansado de ver escenas sobre fugas de víctimas de trata de personas.Fernanda Souza por su parte declaró que la novela estaba viciada, pero felicitó a la protagonista Costa Nanda por su actuación.
El Complexo do Alemão que se muestra en Salve Jorge tampoco fue del agrado de los residentes de la comunidad, que no creen que la producción mundial retrate la realidad con una de las comunidades más grandes de Río de Janeiro. Según O Globo, los residentes se han quejado de la forma caricatural como se muestra a los personajes, y también por la desaparición de las figuras reales, que era uno de los aspectos más destacados en los primeros capítulos.

### Récord de Audiencia
| Fecha                 | Puntos | Share |
| --------------------- | ------ | ----- |
| 22 de octubre de 2012 | 35     | 60%   |
| 23 de octubre de 2012 | 37     | 61%   |
| 28 de enero de 2013   | 39     | 64%   |
| 25 de marzo de 2013   | 41     | 64%   |
| 2 de mayo de 2013     | 42     | 66%   |
| 6 de mayo de 2013     | 45     | 70%   |

Debutó con un promedio de 35 puntos, con picos de 40 y 60% de share en horario estelar. la predecesora Avenida Brasil anotó 37 puntos y la cuota de pantalla del 63% en el estreno, ahora Fina Estampa tuvo 41 puntos. Su primer éxito fue en su segundo capítulo, 37 puntos.
Después de 90 capítulos, la novela ha promediado 30.8 puntos-parcial, la marca adecuada para una novela de las siete. En el mismo período, los dos últimos predecesores, es decir, Avenida Brasil y Fina Estampa, tenían 37,7 y 38,8 puntos, respectivamente.
En sus últimas capítulos, la novela aumenta audiencia y rompe varios récords de audiencia, en el capítulo emitido en la noche del Lunes, 6 de mayo de 2013, la escena en la que Morena (Nanda Costa) da una paliza a Lívia (Claudia Raia), hizo que la trama marcara 45 puntos de rating con picos de 47.

## Transmisión internacional
| Cadena       | Horario                      | Inicio                | Final               |
| ------------ | ---------------------------- | --------------------- | ------------------- |
| Azteca Trece | Lunes a viernes, 23:00-00:00 | 13 de octubre de 2014 | 10 de marzo de 2015 |

## Doblaje al español (Elenco principal)
| Actor/Actriz         | Actor/Actriz de Doblaje                         |
| -------------------- | ----------------------------------------------- |
| Nanda Costa          | Lupita Leal                                     |
| Rodrigo Lombardi     | Jorge Roig Jr.                                  |
| Giovanna Antonelli   | Cristina Hernández                              |
| Cláudia Raia         | Laura Torres                                    |
| Totia Meireles       | Mónica Villaseñor                               |
| Carolina Dieckmann   | Mildred Barrera                                 |
| Dira Paes            | María Fernanda Morales                          |
| Alexandre Nero       | Irwin Daayán                                    |
| Adriano Garib        | Humberto Vélez                                  |
| Vera Fischer         | Maru Guzmán                                     |
| Flávia Alessandra    | Elena Ramírez                                   |
| Letícia Spiller      | Rommy Mendoza                                   |
| Cléo Pires           | Mireya Mendoza                                  |
| Domingos Montagner   | Raúl Anaya                                      |
| Tania Khalill        | Toni Rodríguez                                  |
| Zezé Polessa         | Gaby Willer                                     |
| Antonio Calloni      | Juan Alfonso Carralero                          |
| Natália do Vale      | Anabel Méndez                                   |
| Ana Beatriz Nogueira | Queta Calderón                                  |
| Nicette Bruno        | Ángela Villanueva                               |
| Neuza Borges         | Olga Hnidey                                     |
| Jandira Martini      | Rebeca Manríquez                                |
| Oscar Magrini        | Humberto Solórzano                              |
| Betty Gofman         | Katalina Múzquiz                                |
| Stênio Garcia        | Esteban Siller (1.ª. Voz) Jorge Roig (2.ª. Voz) |
| Suzana Faini         | Magda Giner                                     |
| Dalton Vigh          | Gerardo Reyero                                  |
| Caco Ciocler         | René García                                     |
| Murilo Rosa          | Sergio Gutiérrez Coto                           |
| Eva Todor            | Sylvia Garcel                                   |
| Rosi Campos          | Loretta Santini                                 |
| Walderez de Barros   | Yolanda Vidal                                   |
| Elizângela           | Gloria Obregón                                  |
| Paloma Bernardi      | Alondra Hidalgo                                 |
| Laryssa Días         | Gabriela Ornelas                                |
| Dani Moreno          | Jocelyn Robles                                  |

## Premios
| Ano  | Premio                    | Categoría                  | Indicación                            | Resultado | Ref           |
| ---- | ------------------------- | -------------------------- | ------------------------------------- | --------- | ------------- |
| 2012 | Melhores do Ano           | Ator Revelação             | Tiago Abravanel                       | Ganador   | [ 21 ]        |
| 2012 | Melhores do Ano           | Ator/Atriz Mirim           | Luís Felipe Melo                      | Nominado  | [ 21 ]        |
| 2013 | Prêmio Contigo! de TV     | Melhor Novela              | Glória Pérez                          | Nominado  | [ 22 ]        |
| 2013 | Prêmio Contigo! de TV     | Ator de Novela             | Rodrigo Lombardi                      | Nominado  | [ 22 ]        |
| 2013 | Prêmio Contigo! de TV     | Ator de Novela             | Alexandre Nero                        | Nominado  | [ 22 ]        |
| 2013 | Prêmio Contigo! de TV     | Ator de Novela             | Domingos Montagner                    | Nominado  | [ 22 ]        |
| 2013 | Prêmio Contigo! de TV     | Atriz de Novela            | Nanda Costa                           | Nominado  | [ 22 ]        |
| 2013 | Prêmio Contigo! de TV     | Atriz de Novela            | Giovanna Antonelli                    | Nominado  | [ 22 ]        |
| 2013 | Prêmio Contigo! de TV     | Atriz de Novela            | Cláudia Raia                          | Nominado  | [ 22 ]        |
| 2013 | Prêmio Contigo! de TV     | Ator Coadjuvante           | Antonio Calloni                       | Nominado  | [ 22 ]        |
| 2013 | Prêmio Contigo! de TV     | Ator Coadjuvante           | Murilo Rosa                           | Nominado  | [ 22 ]        |
| 2013 | Prêmio Contigo! de TV     | Ator Coadjuvante           | Oscar Magrini                         | Nominado  | [ 22 ]        |
| 2013 | Prêmio Contigo! de TV     | Atriz Coajuvante           | Carolina Dieckmann                    | Nominado  | [ 22 ]        |
| 2013 | Prêmio Contigo! de TV     | Atriz Coajuvante           | Letícia Spiller                       | Nominado  | [ 22 ]        |
| 2013 | Prêmio Contigo! de TV     | Atriz Coajuvante           | Totia Meirelles                       | Ganador   | [ 22 ]        |
| 2013 | Prêmio Contigo! de TV     | Revelação                  | Tiago Abravanel                       | Nominado  | [ 22 ]        |
| 2013 | Prêmio Contigo! de TV     | Revelação                  | Yanna Lavigne                         | Nominado  | [ 22 ]        |
| 2013 | Prêmio Contigo! de TV     | Revelação                  | Dani Moreno                           | Nominado  | [ 22 ]        |
| 2013 | Prêmio Contigo! de TV     | Ator Infantil              | Frederico Volkmann                    | Nominado  | [ 22 ]        |
| 2013 | Prêmio Contigo! de TV     | Ator Infantil              | Luís Felipe Melo                      | Nominado  | [ 22 ]        |
| 2013 | Prêmio Contigo! de TV     | Atriz Mirim                | Kiria Malheiros                       | Nominado  | [ 22 ]        |
| 2013 | Prêmio Contigo! de TV     | Atriz Mirim                | Mila Freitas                          | Nominado  | [ 22 ]        |
| 2013 | Prêmio Contigo! de TV     | Autor de Novela            | Glória Pérez                          | Nominado  | [ 22 ]        |
| 2013 | Prêmio Contigo! de TV     | Director de Novela         | Marcos Schechtman e Fred Mayrink      | Nominado  | [ 22 ]        |
| 2013 | Meus Prêmios Nick         | Atriz Favorita             | Giovanna Antonelli                    | Ganador   | [ 23 ]        |
| 2013 | Meus Prêmios Nick         | Personaje de TV Favorito   | Helô (Giovanna Antonelli)             | Nominado  | [ 23 ]        |
| 2013 | Prêmio Extra de Televisão | Mejor Novela               | Glória Pérez                          | Nominado  | [ 24 ] [ 25 ] |
| 2013 | Prêmio Extra de Televisão | Mejor Atriz                | Giovanna Antonelli                    | Nominado  | [ 25 ]        |
| 2013 | Prêmio Extra de Televisão | Mejor Atriz                | Nanda Costa                           | Nominado  | [ 24 ]        |
| 2013 | Prêmio Extra de Televisão | Mejor Actor de reparto     | Alexandre Nero                        | Nominado  | [ 25 ]        |
| 2013 | Prêmio Extra de Televisão | Mejor Actor de reparto     | Nando Cunha                           | Nominado  | [ 24 ]        |
| 2013 | Prêmio Extra de Televisão | Melhor Actriz de reparto   | Totia Meirelles                       | Nominado  | [ 24 ]        |
| 2013 | Prêmio Extra de Televisão | Mejor actor relevación     | Adriano Garib                         | Ganador   | [ 25 ]        |
| 2013 | Prêmio Extra de Televisão | Mejor actor relevación     | Tiago Abravanel                       | Nominado  | [ 24 ]        |
| 2013 | Prêmio Extra de Televisão | Mejor Actriz Revelación    | Dani Moreno                           | Nominado  | [ 24 ]        |
| 2013 | Prêmio Extra de Televisão | Mejor Actriz Revelación    | Solange Badim                         | Nominado  | [ 24 ]        |
| 2013 | Prêmio Extra de Televisão | Mejor Actriz Revelación    | Thammy Miranda                        | Nominado  | [ 24 ]        |
| 2013 | Prêmio Extra de Televisão | Mejor Actor/Atriz Infantil | Kíria Malheiros                       | Nominado  | [ 24 ]        |
| 2013 | Prêmio Extra de Televisão | Mejor Actor/Atriz Infantil | Luis Felipe Melo                      | Nominado  | [ 24 ]        |
| 2013 | Prêmio Extra de Televisão | Mejor Tema musical         | "Dança Sensual" - (MC Koringa)        | Nominado  | [ 24 ]        |
| 2013 | Prêmio Extra de Televisão | Mejor Tema musical         | "Esse Cara Sou Eu" - (Roberto Carlos) | Ganador   | [ 25 ]        |
| 2013 | Prêmio Extra de Televisão | Ídolo Teen                 | Bruna Marquezine                      | Nominado  | [ 24 ]        |
| 2013 | Prêmios UOL               | Mejor Novela               | Glória Pérez                          | Nominado  | [ 26 ]        |
| 2013 | Prêmios UOL               | Mejor Atriz                | Giovanna Antonelli                    | Ganador   | [ 26 ]        |
| 2013 | Prêmios UOL               | Mejor Atriz                | Nanda Costa                           | Nominado  | [ 26 ]        |
| 2013 | Prêmios UOL               | Mejor Actor                | Alexandre Nero                        | Nominado  | [ 26 ]        |
| 2013 | Prêmios UOL               | Melhor Villana             | Claudia Raia                          | Nominado  | [ 26 ]        |
| 2013 | Prêmios UOL               | Mejor Pareja romática      | Giovanna Antonelli e Alexandre Nero   | Nominado  | [ 26 ]        |
| 2013 | Prêmios UOL               | Atriz/Ator revelación      | Thammy Miranda                        | Nominado  | [ 26 ]        |
| 2013 | Prêmio Quem de Televisão  | Melhor Atriz               | Cláudia Raia                          | Nominado  | [ 27 ]        |
| 2013 | Prêmio Quem de Televisão  | Melhor Atriz               | Giovanna Antonelli                    | Ganador   | [ 27 ]        |
| 2013 | Prêmio Quem de Televisão  | Melhor Atriz               | Nanda Costa                           | Nominado  | [ 27 ]        |
| 2013 | Prêmio Quem de Televisão  | Melhor Ator Coadjuvante    | Alexandre Nero                        | Ganador   | [ 27 ]        |
| 2013 | Prêmio Quem de Televisão  | Melhor Atriz Coadjuvante   | Totia Meirelles                       | Nominado  | [ 27 ]        |
| 2013 | Prêmio Quem de Televisão  | Revelação da TV            | Dani Moreno                           | Nominado  | [ 27 ]        |
| 2013 | Prêmio Quem de Televisão  | Revelação da TV            | Nanda Costa                           | Nominado  | [ 27 ]        |
| 2014 | Troféu Imprensa           | Melhor Novela              | Glória Pérez                          | Nominado  | [ 28 ] [ 29 ] |
| 2014 | Troféu Imprensa           | Melhor Atriz               | Giovanna Antonelli                    | Nominado  | [ 28 ] [ 29 ] |
| 2014 | Troféu Imprensa           | Revelación                 | Tiago Abravanel                       | Nominado  | [ 28 ] [ 29 ] |
| 2014 | Troféu Internet           | Melhor Novela              | Glória Pérez                          | Nominado  | [ 28 ] [ 29 ] |
| 2014 | Troféu Internet           | Mejor Atriz                | Giovanna Antonelli                    | Ganador   | [ 28 ] [ 29 ] |
| 2014 | Troféu Internet           | Mejor Atriz                | Nanda Costa                           | Nominado  | [ 28 ] [ 29 ] |
| 2014 | Troféu Internet           | Revelação do Ano           | Tiago Abravanel                       | Nominado  | [ 28 ] [ 29 ] |